# Legenda o trzech żywych i trzech umarłych

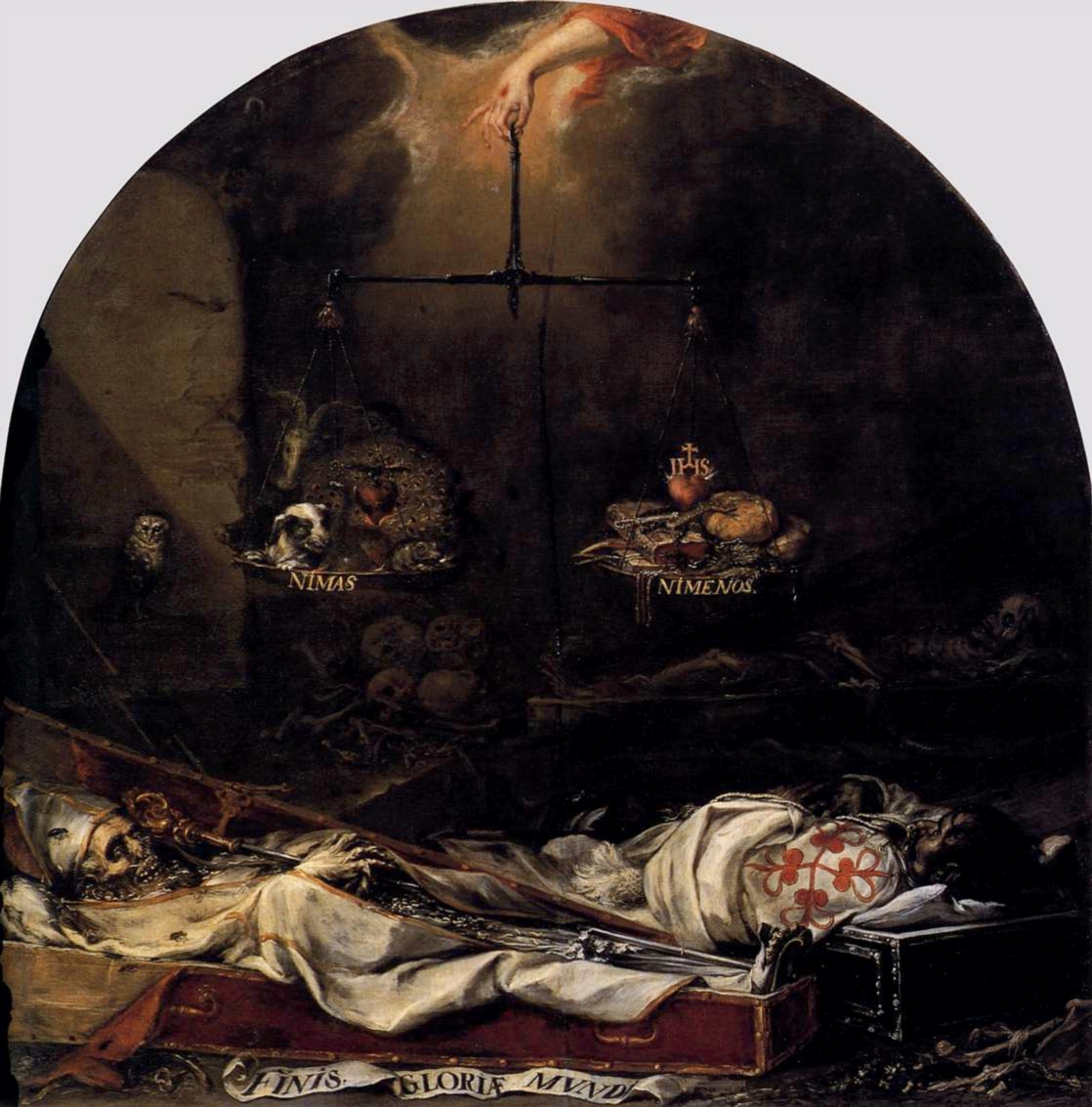
Juan de Valdés Leal, Finis gloriae mundi

Legenda o trzech żywych i trzech umarłych – powstała w średniowieczu opowieść o spotkaniu trzech młodzieńców z trzema zmarłymi. Młodzieńcy udali się na polowanie. Przypadkiem trafili na cmentarz, gdzie w otwartych trumnach leżały trzy trupy w różnych stadiach rozkładu. Często podawano, że byli to król, papież i nieokreślony zmarły, prawie szkielet (por. obraz Juana de Valdés Leala – Finis gloriae mundi – trzy trumny). Trupy zaczęły mówić młodzieńcom o swej minionej wielkości i czekającym wszystkich ludzi śmiertelnym losie. Ich mowę podsumowywał następujący dwuwiersz: Takimi niegdyś byliśmy, jakimi wy dziś jesteście./Jakimi jesteśmy teraz, takimi i wy będziecie!
Niektóre wersje podają, że jeden z młodzieńców postanowił poddać się pokucie po tym przeżyciu i opuścił towarzyszy. Ci, uważając to za zdradę, zabili go. Wtedy Bóg zesłał na morderców śmierć, „która triumfuje nad całą ludzkością”. Stąd związek tego motywu z triumfem śmierci.